# 弟子屈地震
弟子屈地震（てしかがじしん）では、北海道東部の弟子屈付近及びその周辺（阿寒摩周）で発生した主な地震活動（Mj5.0以上）について記述する。

## 1938年屈斜路地震
1938年（昭和13年）5月29日01時42分ごろ、弟子屈村付近を震央とするMj6.1の地震が発生し、釧路市と根室市で最大震度3を観測した。この地震によって、屈斜路湖南岸のサッテキナイ付近を中心として、死者1人、家屋倒潰5棟・半崩2棟・破損36棟、道路破損総延長5,010m、橋梁破損2箇所の震害が発生した。本震の10分前には地表の急激な隆起があったという。屈斜路湖の南岸では津波が発生し、和琴半島頸部東岸では最大約90cmの津波が報告されている。この津波の原因として、湖底の地すべりが指摘されている。和琴半島から札友内にかけて集中的に地表に亀裂が生じた。地震の規模の割には地殻変動が大きく、サッテキナイでは2.3mの水平ずれが出現した他、和琴半島東岸で地盤沈下、温泉の噴出などが発生した。
余震は当日は100回ほど体感したが、10日間ほどで急激に減少した。

## 1949年
1949年（昭和24年）6月6日17時34分ごろ、弟子屈村（サマッケヌプリ付近北緯43度31.6分秒 東経144度14.7分秒）を震央とするMj5.1、深さ24kmの地震が発生し、釧路市で最大震度2を観測した。

## 1959年弟子屈地震
1959年（昭和34年）1月22日16時33分ごろ、弟子屈・標茶・阿寒の境界付近でMj5.6、深さ15kmの地震が発生し、釧路市で最大震度3を観測した。続けて9日後の1月31日05時38分にMj6.3、深さ0kmの本震、更に本震から約2時間後の07時17分にもMj6.1という本震に匹敵する規模の地震が発生した。
これらの地震によって弟子屈町奥春別付近を中心として被害が生じた。また、奥春別からペレケ山南東山麓の長さ2kmに渡って地割れが発生し、変位の大きな箇所では幅25-30cm、深さ40cm、垂直ずれ10cmに及んだ。

## 1963年
1963年（昭和38年）1月28日13時05分ごろ、中標津町養老牛北緯43度35.2分秒 東経144度42.9分秒を震央とするMj5.3、深さ10kmの地震が発生し、釧路市で最大震度3を観測した。この地震により、震央の中標津町養老牛付近では壁のひび割れ・剥離、サイロのひび割れ、水道管の一部破損などの小被害が発生した。余震活動は活発で、2月13日の地震を最大として3月いっぱいまで続いた。

## 1965年
1965年（昭和40年） 8月31日16時49分ごろ、弟子屈町付近にMj5.1の地震が発生し、続いて17時04分頃同地域にMj5.0の地震が発生した。以後地震活動が活発化し、9月9日13時39分ごろにもMj5.1の地震が発生したが、9月18日頃にはほぼ終息した。これらの地震活動によって、札友内では集合煙突の小被害9基、びるわ地区でブロック家2戸使用不能になった。その他サイロの亀裂4基、壁の亀裂などがあった。
Mj5.0以上の地震
| 発生日時         | 震央                                                          | 規模(Mj) | 最大震度 | 最大震度観測点                   | 出典      |
| ---------------- | ------------------------------------------------------------- | -------- | -------- | -------------------------------- | --------- |
| 8月31日 16時48分 | 北緯43度31.3分 東経144度27.3分 / 北緯43.5217度 東経144.4550度 | 5.1      | 2        | 釧路市、根室市                   | [ JMA 7 ] |
| 8月31日 17時04分 | 北緯43度30.2分 東経144度26.8分 / 北緯43.5033度 東経144.4467度 | 5.0      | 2        | 釧路市、根室市                   | [ JMA 8 ] |
| 9月09日 13時39分 | 北緯43度30.1分 東経144度19.3分 / 北緯43.5017度 東経144.3217度 | 5.1      | 2        | 網走市、女満別町、紋別市、釧路市 | [ JMA 9 ] |

## 1967年弟子屈地震
1967年（昭和42年）11月4日23時30分ごろ、弟子屈付近を震央とするMj6.5の地震が発生し、続けて16分後の23時46分には阿寒付近でMj5.7の最大余震が発生した。これらの地震によって、負傷者2名、家屋半壊1棟・一部破損8棟、道路のひび割れ、落石等の被害が生じた。

## 2015年
2015年（平成27年）6月4日04時34分ごろ、津別町相生（阿寒湖の北西約4km北緯43度29.5分秒 東経144度03.6分秒）を震央とするMj5.0（Mw4.8）、深さ0kmの地震が発生し、釧路市阿寒町で最大震度5弱を観測した。
発震機構解は西北西から東南東に圧縮軸を持つ逆断層型で、余震分布から西北西傾斜と推定されている。